# Contea di Alvito
La contea di Alvito (poi ducato di Alvito) fu un feudo del Regno di Napoli, nel giustizierato di Terra di Lavoro e Contado di Molise, che interessò, dalla fine del XIV secolo all'inizio del XVI secolo, il territorio di alcuni comuni della Valle di Comino, area periferica dell'attuale provincia di Frosinone (Alvito, Sandonato, Settefrati, Picinisco, Atina, Belmonte, Vicalvi, Posta e Campoli).
La contea di Alvito fu costituita originariamente dal feudo delle proprietà terriere del castello Cantelmo (o "di Alvito"), presente nell'omonima frazione, posta sulla sommità del monte Morrone, e fu poi amministrata dalle famiglie d'Aquino e Cantelmo che favorirono una notevole espansione territoriale. Il titolo comitale sarebbe stato concesso dai sovrani Durazzeschi di Napoli, tra la fine del XIV secolo e l'inizio del XV, ai D'Aquino, e passò presto a Giacomo Cantelmo, grazie alla dote della moglie Elisabetta d'Aquino, che sposò più tardi del 1386. La prima attestazione certa è tuttavia del 1404: solo nel XV secolo Giacomo Cantelmo viene indicato esplicitamente in un documento come conte di Alvito e di Popoli. Dal 1606, sotto il dominio della famiglia Gallio, si trasformò, con lievi modificazioni territoriali, in ducato.

## Le origini

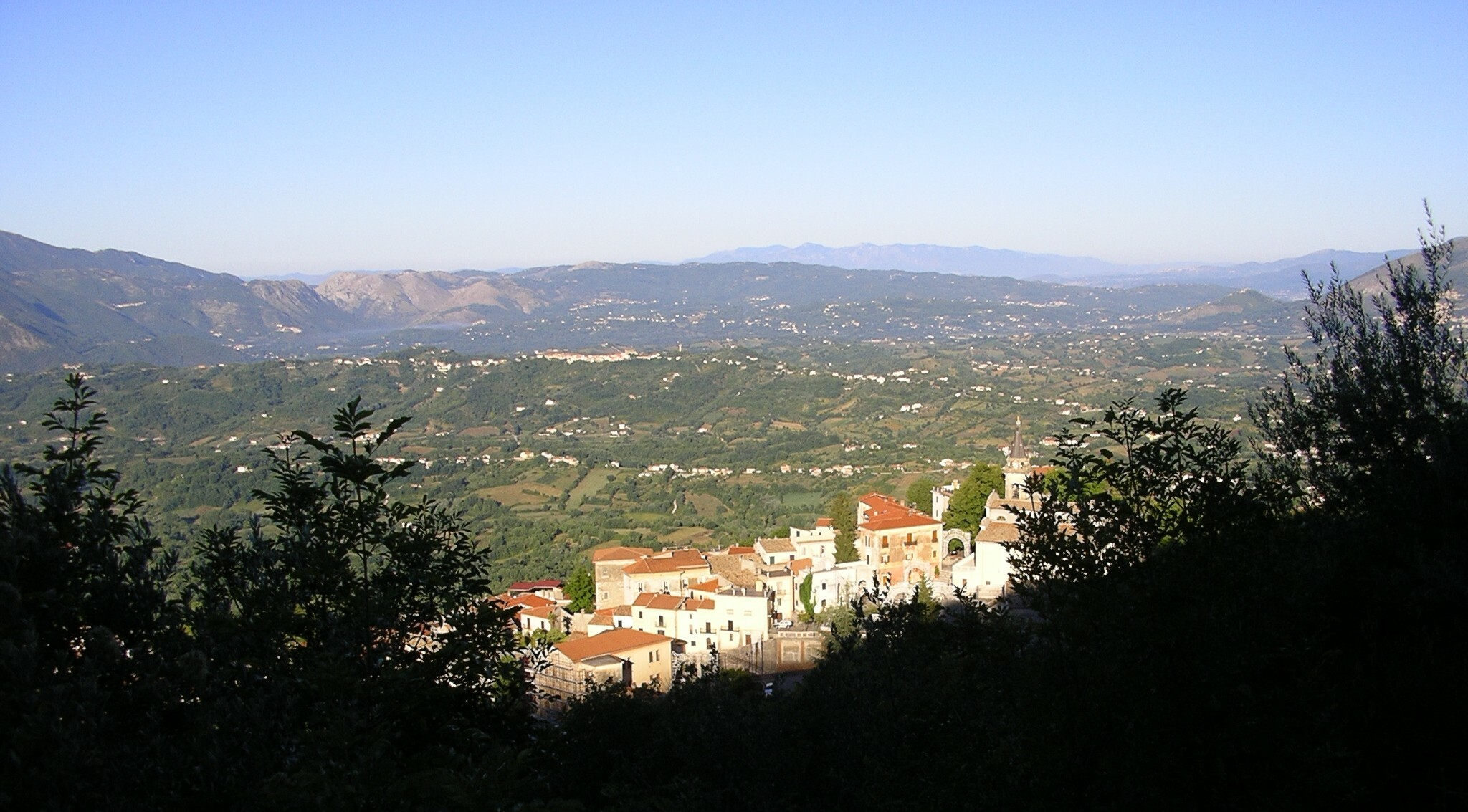
La valle di Comino vista dalla strada per Canneto. È possibile da qui scorgere tutto il territorio che storicamente fu possedimento dei Cantelmo e grossomodo incluso nella Contea di Alvito, i monti di Arpino, Casalattico, Gallinaro e Vicalvi.

Con l'arrivo degli angioini nel regno di Napoli nell'area a cavallo fra l'Abruzzo montano e l'alta Terra di Lavoro si insediò la famiglia francese dei Cantelmo, che qui ebbero in concessione diversi feudi dai sovrani di Napoli, ricoprendo poi anche cariche amministrative e burocratiche nei giustizierati abruzzesi e campani.
In un periodo che vide crescere il dominio Cantelmo nel Lazio, a svantaggio dei D'Aquino, la famiglia francese compare per la prima volta anche nella storia di Alvito, grazie a dei matrimoni combinati dapprima fra Giovanni Cantelmo, figlio di Giacomo II, con Angela Étendard, signora di Arpino, Roccasecca, Gallinaro e San Donato, e quindi fra Rostaino II e Margherita di Corban, vedova di Adenolfo II d'Aquino signore di Alvito.

### La riunificazione del contado alvitano
Il complicato sistema amministrativo della Valle di Comino impediva ai Cantelmo di diventare proprietari a pieno titolo del contado alvitano: le antiche proprietà ecclesiastiche cassinensi, consistenti per lo più in terreni agricoli, prepositure e monasteri, si sovrapponevano al ricco latifondo dei D'Aquino, che comprendeva Campoli, Settefrati e la campagna di Alvito, per cui i Cantelmo di fatto erano solamente proprietari del Castello.

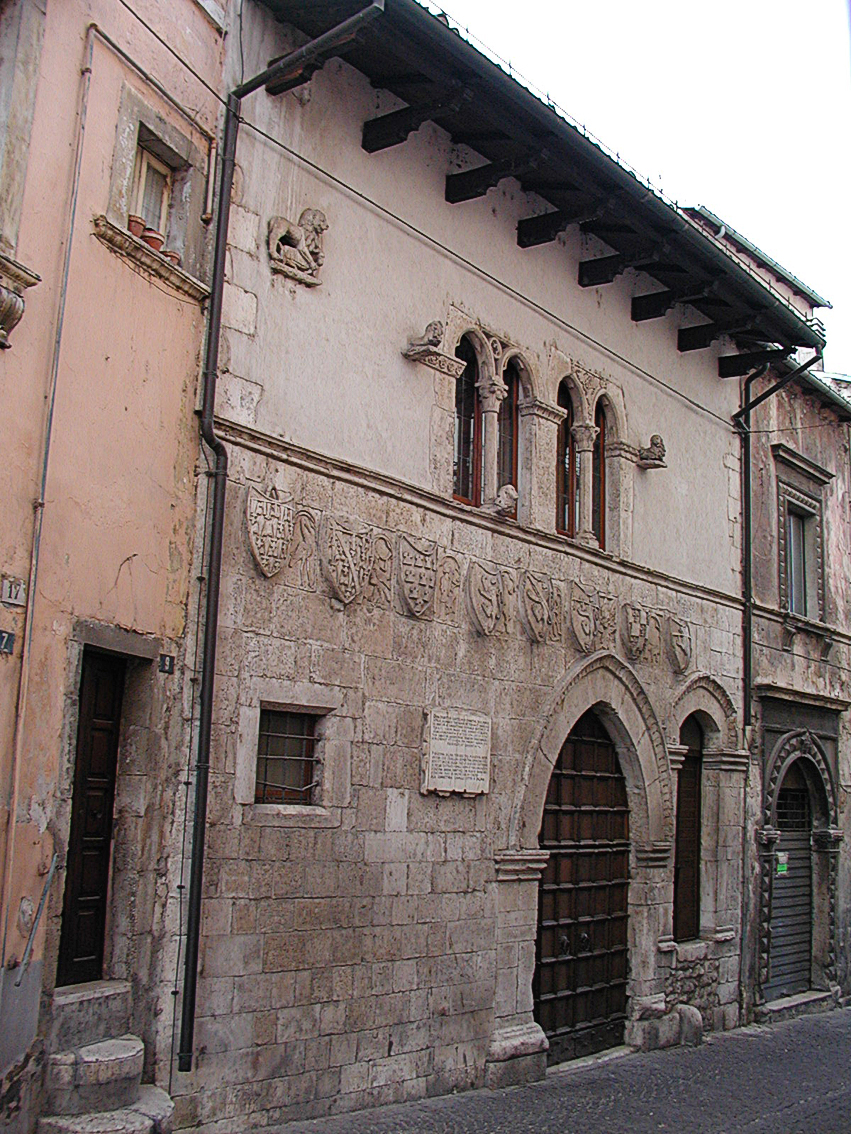
La «Taverna Ducale» dei Cantelmo a Popoli Terme costruita fra il 1373 e il 1377

Rostaino, nipote di Giacomo II, tentò di unificare le proprietà castellane con quelle agrarie del circondario di Alvito, usurpando le proprietà dei D'Aquino.
Questi, denunciato al re, fu costretto a restituire i terreni e a pagare una cospicua ammenda. La lotta per la costituzione di una signoria fu portata però avanti dai nipoti, Rostainuccio a Popoli, Berlinghiero ad Arce e Giacomo in Alvito, che cercarono di guadagnar potere in Terra di Lavoro e in Abruzzo. Essi approfittarono dello scompiglio causato dallo scisma d'Occidente, che interessò direttamente le Due Sicilie: si schierarono con Giovanna d'Angiò, che sosteneva di Clemente VII, e secondo le disposizioni della regina, riconobbero come legittimo erede al trono Luigi d'Angiò. Il partito che si costituì, sostenitori dei francesi, non poté nulla contro l'esercito ungherese di Carlo d'Ungheria, che sceso in Italia, riuscì a sconfiggere gli angioini napoletani e con loro i Cantelmo; probabilmente Rostainuccio e fratelli furono soggiogati per mano diretta del sovrano ungherese, che attraversò Sora e la Valcomino con il suo esercito per sopire eventuali ribellioni. I Durazzeschi avevano avuto la meglio. È naturale che i ribelli si sottomisero al nuovo re di Napoli, dovendo riconoscere anche legittime le proprietà dei d'Aquino in Alvito, e in documenti dell'epoca uno di essi, Giacomo IV, nel 1384, è ricordato come terrae Albeti dominus, poiché probabilmente, conquistata la fiduca del re, gli fu garantito il possesso dell'intera città di Alvito, non più del solo castello allora, con le campagne circostanti. Evidentemente si era pattuito un compromesso fra il feudatario e la nuova corte napoletana.

## La contea dei Cantelmo

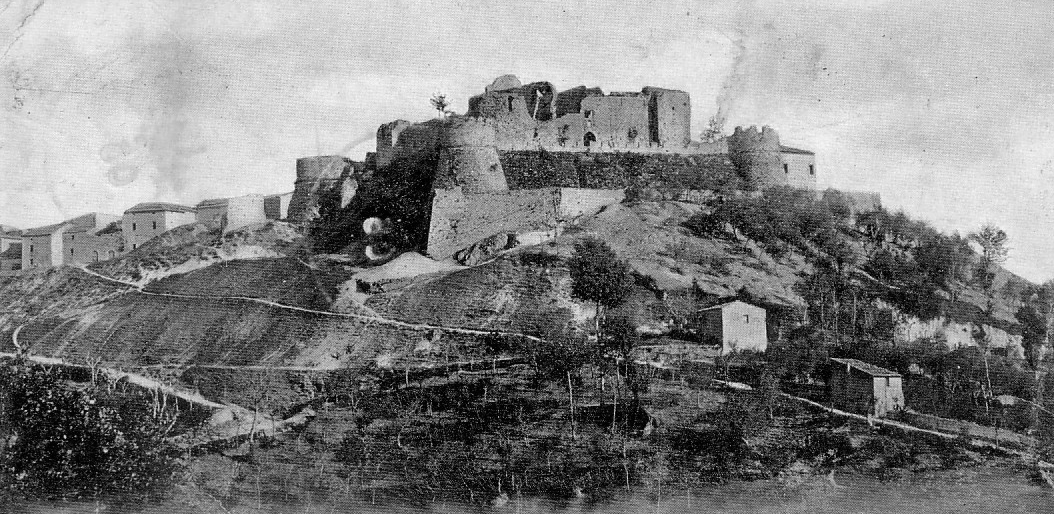
Alvito Castello nei primi del Novecento

Morto re Carlo III in Ungheria, il regno di Napoli cadde nuovamente in una situazione di anarchia politica e militare, con due partiti, uno schierato con i Durazzeschi, per la successione al trono di Ladislao d'Angiò-Durazzo, e l'altro con gli angioini di Francia, che invece riconosceva come sovrano legittimo Luigi II. I Cantelmo furono quanto mai ambigui nella complicata situazione politica napoletana: in un primo momento fedeli ai Durazzeschi, non appena Luigi II scese in Italia si affiancarono ai francesi, incorrendo nell'ira di Ladislao, che per punire l'affronto, assediò e costrinse alla resa Alvito; Rostainuccio, impegnato a combattere in Abruzzo, fu sconfitto e fatto prigioniero a Pereto, nel 1369, da Jacopo Orsini, e in punto di morte lasciò ai fratelli Berlinghiero, Antonella e Maria i suoi beni.
Per breve tempo, per volere di Ladislao, Alvito fu amministrata da Andrea Tomacelli, fratello di Giovanni, conte di Sora, e di papa Bonifacio IX, sostenitore dei Durazzeschi, ma il feudo cominense tornò presto ai Cantelmo. Giacomo V, figlio di Rostainuccio, fu il primo conte di Alvito, il quale probabilmente ebbe il nuovo titolo nobiliare dopo il matrimonio (1385) con Elisabetta d'Aquino, a lei in dote, o, più probabilmente, lasciato al suo consorte dopo la morte del padre Francesco d'Aquino. Berlinghiero comunque aveva continuato a dominare su Arce anche dopo l'alienazione del Cominense in favore dei Tomacelli, e lasciò in eredità a Giacomo V la signoria sulle città di Alvito e Popoli.

### La prima espansione territoriale

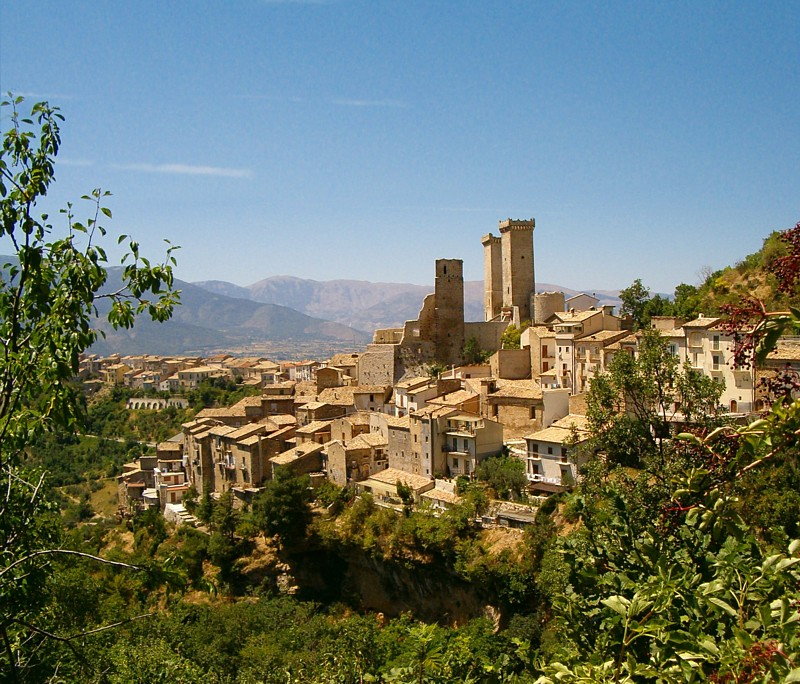
Castello Cantelmo-Caldora di Pacentro

Giacomo morì nel 1406, con due figli, Francesco e Antonio, i quali ereditarono rispettivamente la contea di Popoli e la contea di Alvito. Antonio appena divenuto signore iniziò una politica di espansione territoriale che perseguì con alterne vicende durante tutta la sua vita. Come prima mossa acquistò Gallinaro e Fontechiari («Schiavi») da re Ladislao e giovò di diverse eredità che gli spettarono, per la morte dello zio Giacomo e del fratello Francesco senza eredi, fra cui Arce e Popoli. Altri feudi che si insinuavano fra l'Abruzzo e la Valcomino e disturbavano l'unità territoriale dei possedimenti di Antonio furono da questi assaliti e in breve soggiogati, ai danni di Raimondo Caldorna, al quale sottrasse Roccacaramanico («Rocchetta») e Pacentro. Il conte si adoperò anche affinché fosse padrone del suo matrimonio e rifiutò prima la promessa sposa, per volontà del padre, Angiolella Marzano (duchessa di Sessa), e Leona de Andreis (contessa di Troia), che gli aveva indicato il re, e finì con lo sposare la contessa di Camerino Bianca di Varano.

### Antonio Cantelmo e i re di Napoli
L'instabilità politica tornò a sconvolgere il regno di Napoli. Re Ladislao, nel 1408, tentò di annettere a Napoli lo Stato Pontificio e il resto dell'Italia. Condannato da Alessandro V, si vide contro Luigi II, il quale da parte sua tornò ad invadere lo stato napoletano. Antonio non riuscì a schierarsi stabilmente con nessuno dei due: dapprima sostenne Ladislao e poi, catturato dagli angioini di Francia, si diede a sostenere la causa francese. Di contro il re di Napoli vendette il suo feudo a Onello Ortiglia e, solo dopo la morte di Ladislao, tornò ai Cantelmo, nel 1417, regnante Giovanna II. L'intera Valle di Comino fu teatro di una storica battaglia fra Luigi II e Ladislao; quest'ultimo sconfitto a Roccasecca dal sovrano francese nel 1412, preparò la difesa del regno tra Atina e le Mainarde, mentre Luigi II si era accampato tra Atina e Gallinaro, con le truppe di Antonio Cantelmo a sostenerlo; Ladislao attaccò ed ebbe la meglio. Antonio fu privato dei suoi feudi. Pochi anni dopo Alvito fu di nuovo minacciata dalle turbolente guerre di successione delle Due Sicilie; morta Giovanna II, Aragonesi e Angioini si contendevano il regno; nel 1435 il capitano di ventura Riccio da Montechiaro, filo-aragonese, attaccò la contea cominense distruggendo San Biagio Saracinisco (Saracenisco), Rocca degli Alberi, Rocchetta e Rocca delle quattro Nore e Vicalvi; l'anno seguente gli angioini saccheggiarono Alvito e Atina, dirigendosi poi verso Montecassino, mentre per breve tempo le truppe papali occuparono Sora, Aquino, Arpino e Atina. Antonio questa volta si schierò con gli Aragonesi, e il successo della controffensiva di Alfonso d'Aragona segnò la fine dei saccheggi e degli assedi in Valcomino, nel 1438, e la vittoria finale dei sovrani iberici a Napoli segnò la fortuna dei figli del conte Cantelmo, suoi eredi, Nicolò e Onofrio.

### Alvito, Sora e i nuovi ducati

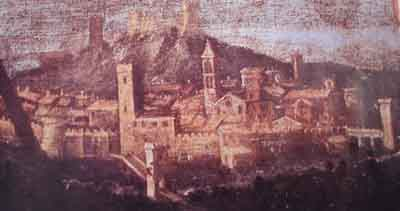
Sora alla fine del XVI secolo

Terminato il dominio degli angioini su Napoli, le Due Sicilie furono nuovamente riunite sotto un unico sovrano, re Alfonso I, nel 1443. Nicolò Cantelmo, che aveva ereditato il contado di Alvito, vi aveva annesso anche Sora, avendo sposato Antonella da Celano; egli fu premiato dal re per aver combattuto al suo fianco a San Germano contro i francesi, e perciò fu nominato duca di Sora. Per la prima volta si costituì nelle mani dei Cantelmo una grossa signoria al confine con lo Stato Pontificio, comprendente le ricche campagne di Sora, Arce, Alvito, San Donato, Settefrati, Picinisco, Gallinaro, Atina, Vicalvi, La Posta e Campoli e, usurpato il fratello dei possedimenti in Abruzzo, vi aggregò anche la contea di Popoli, che comprendeva pure molti paesi della Valle Peligna. L'abilità politica del nuovo duca continuò a riscuotere successi, e grazie a lui Alvito, che fino ad allora era stato un paese marginale della Terra di Lavoro, divenne una delle città più importanti della provincia, celebre in tutta la nazione aragonese. Nicolò divenne consigliere regio, nel 1452 e, poco prima di spegnersi, anche duca di Alvito («Sorae Albetique dux et Populi comes»), così il contado cittadino fu elevato con Sora a ducato.

### Gli eredi di Nicolò
Piergiampaolo e Piergiovanni furono i soli eredi di Nicolò, il quale in punto di morte spartì fra loro il suo grande feudo, lasciando in eredità al primo Sora e Alvito (quindi la media valle del Liri e la Valcomino), la contea di Popoli al secondo, benché quest'ultimo regnò solo per breve tempo perché presto fu usurpato dal fratello, che riannetté la parte abruzzese ad Alvito. La morte di Alfonso I riportò la questione dei diritti di successione nel regno i Napoli e questa volta i due partiti che sorsero, i sostenitori del figlio di Alfonso Don Ferrante, e i sostenitori di Giovanni II, videro schierati l'uno contro l'altro i due fratelli Cantelmo. Piergiampaolo, presa parte alla rivolta contro re Ferdinando, nel 1460, con l'arrivo di Giovanni II in Abruzzo, creò scompiglio in Terra di Lavoro, annettendo ai ducati di Alvito e Sora i territori di Montecassino, Arce e i feudi dei Colonna in Abruzzo. 

La moneta coniata a Sora ed Alvito nel 1495 recante le iniziali PA.CAN.SOR. (Paulus Cantemus Sorae dux, in altre PE.I.P.CA.SO.AL.DUX: Petrus Ioannes Paulus Cantelmus Sorae Albeti dux).

 Poi partecipò all'assedio di Sulmona e quindi a L'Aquila con gli angioini ma, sceso in campo Federico da Montefeltro contro Giovanni II, una serie di sconfitte arrestarono l'esercito angioino e Piergiampaolo si ritirò a Sora. Qui, assediato da Napoleone Orsini, fu costretto ad arrendersi, viste anche le sconfitte che subirono i suoi alleati nel resto dell'Italia, ed accettare una tregua. Il Cantelmo infine ottenne la clemenza di re Ferdinando, ma dovette cedere allo Stato Pontificio Sora, Arpino, Casalvieri, Isola del Liri e Fontana Liri, nel 1463, e rinunciare alle città di Atina e Belmonte e al titolo di duca d'Alvito: la città tornò contea e fu assegnata al fratello Piergiovanni. È probabile che però Piergiampaolo continuasse ad amministrare il territorio cominense: documenti storici lo vogliono, tra il 1464 e il 1472, arbitro in controversie legali nell'area, e a lui si ascrivono alcune concessioni territoriali in favore di nobili romani. In quegli anni fu anche concesso alle città di Sora e Alvito la possibilità di avere una propria zecca attiva dal 1459 al 1461, privilegio confermato poi dallo stesso Carlo VIII e perdurato fino alla sconfitta del partito angioino nel Ducato di Sora (1495). Le monete dette cavalli recavano il nome del duca Giovanni Paolo Cantelmo e il titolo di Sorae Albetique dux con la croce gigliata angioina. Una seconda rivolta, capeggiata dal duca di Sora Giovanni della Rovere, vide ancora protagonista Piergiampaolo Cantelmo, che si schierò di nuovo contro re Ferdinando: nel tentativo di riportare Napoli sotto il governo angioino a Sora si ordì una congiura contro lo stato per sconfiggere gli aragonesi. Nel 1487 però i sorani furono smascherati e di nuovo Piergiampaolo viene privato di Alvito ed esiliato, si rifugiò in Francia. Il duca di Sora da parte sua non si diede per vinto: quando nel 1495 Carlo VIII scese in Italia con suo figlio Sigismondo il Cantelmo prese le sue parti, occupando l'Abruzzo e la Terra di Lavoro insieme a Giovanni Della Rovere. Piergiampaolo conquistò Atina, San Germano, San Vincenzo al Volturno, Scontrone, Alfedena e Castel di Sangro, e nonostante delle congiure in Atina a suo danno, riuscì a resistere contro gli aragonesi anche dopo la sconfitta degli angioini, fino al 1496, finché Federico I di Napoli non conquistò Sora e, per mano di Consalvo di Cordova, Alvito.

## Il dominio dei Borgia
Con la sconfitta degli angioini e dei Cantelmo loro alleati, la Valle di Comino divenne diretto possedimento di re Federico I. Il sovrano, per ricompensare Papa Alessandro VI, che lo aveva incoronato re di Napoli, nel 1497 investì del titolo di conte di Alvito Goffredo Borgia, fratello di Cesare e figlio ultimogenito del papa. Il regno di Napoli intanto cadde di nuovo in preda all'anarchia politica. Luigi XII e Ferdinando il Cattolico si accordarono per spartirsi lo stato napoletano e mossero guerra contro gli aragonesi.
Con la morte di papa Alessandro VI i Borgia videro terminare i loro privilegi e s'arrangiarono come poterono per schierarsi ora con la Francia ora con la Spagna. Goffredo Borgia dapprima si diede a sostenere Luigi XII, poi, catturato da Prospero Colonna, sposò la causa spagnola, cambiamento che fu osteggiato dagli alvitani, i quali gli si ribellarono.
Così Goffredo mandò Fabrizio Colonna a riconquistare la Valle di Comino e nel 1504 ivi tornò vincitore. Il dominio riconquistato fu però breve: con la morte della moglie, Sancha d'Aragona, che non gli aveva dato eredi, egli perdeva anche i diritti comitali, in ottemperanza a dei patti matrimoniali.
Il 25 maggio 1507, Ferdinando II d'Aragona investì della contea il condottiero spagnolo Pietro Navarro.

## Il dominio dei Cardona

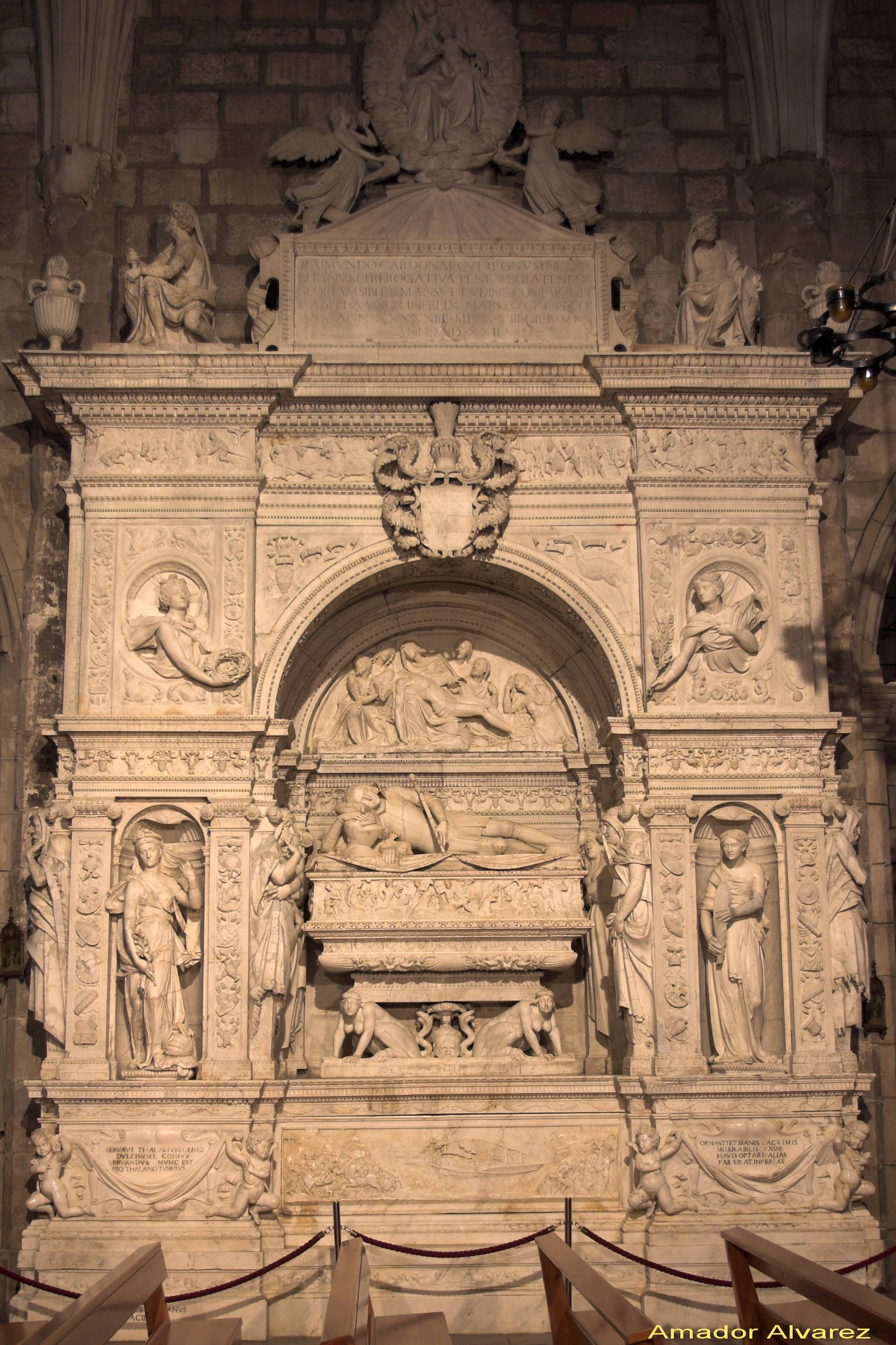
Tomba di Raimondo de Cardona di Giovanni da Nola

Il Navarro lasciò l'amministrazione di Alvito in mano di un governatore e di un giudice, i quali si resero responsabili di numerose angherie, tanto che nel 1509 un gruppo di atinati si sarebbe recato fino a Tripoli, dove il feudatario stava combattendo contro i Mori.
Il 22 dicembre 1515, in seguito al tradimento di Pietro Navarro, che aveva giurato fedeltà ai francesi, il re Ferdinando II d'Aragona revocò la concessione, legando la contea al viceré di Napoli, Raimondo de Cardona. Questi l'amministrò per il tramite di un governatore generale, che aveva sede ad Alvito, e con l'ausilio di altri governatori e "giustizieri", che erano designati alla gestione dei centri limitrofi, tra cui soprattutto Atina e Belmonte.
Da Raimondo la contea passò, il 23 ottobre 1522, al primogenito Ferrante, ancora bambino, del quale assunse la tutela la madre Isabella Requensens. La contea, nel 1528, fu anch'essa interessata dalla guerra tra la Francia di Francesco I e la Spagna di Carlo V, in particolare dalla spedizione di Odet Foix de Lautrec che si dirigeva a Napoli, con il temporaneo ritorno in auge nel sorano sia di esponenti della famiglia Cantelmo, sia di Pietro Navarro. Tuttavia, Isabella riuscì a conservare il feudo, accrescendo le proprietà del figlio anche con il ducato di Somma.
Ferrante visitò almeno in due diverse occasioni Alvito: la prima volta nel 1536, quando concesse ai sudditi alvitani uno statuto, e la seconda volta, nel 1546, allorché concesse in enfiteusi all'università di Picinisco un territorio oggetto di particolari contestazioni e risolse i conflitti di giurisdizione tra il governatore di Alvito e il capitano di giudizia di Atina. In tale occasione abbellì inoltre la chiesa di Santa Maria del Campo, annessa all'attuale cimitero, con affreschi realizzati da Taddeo Zuccari, oggi scomparsi.
Fra gli amministratori della contea sotto Ferrante figurò, oltre a Giovanna d'Aragona, moglie di Ascanio Colonna, anche il fratello minore Antonio de Cardona, che, morendo proprio ad Alvito nel 1566, fu sepolto nella chiesa collegiata di San Simeone profeta, nella quale si trova una lapide che ne ricorda la vita.

## Da contea a ducato
A Ferrante, morto nel 1571, successero i figli, Loise e Antonio, nati dal matrimonio con Beatrice di Cordova, imparentata con Consalvo di Cordova. La contea fu in mano del primogenito dal 1572 al 1574, mentre il secondogenito la governò dal 1575 al 1592. Essi tuttavia la trascurarono, lasciandola nell'incuria e, soprattutto, in balìa dei soprusi dei governatori, tanto che si registrarono, per ritorsione, numerosi episodi di brigantaggio. Con Antonio, che nel frattempo aveva contratto numerosi debiti, nonostante avesse ereditato anche il ducato di Sessa, fu prima smembrata, poi dal 1592 definitivamente ceduta a Matteo di Capua, principe di Conca, per 100.000 ducati e con «l'illimitata giurisdizione su gli averi e su le persone».
Il 30 maggio 1595, la contea fu nuovamente oggetto di un'alienazione. Fu venduta, infatti, al conte milanese Matteo Taverna, che l'acquistò, però, con i soldi di Tolomeo II Gallio, nipote dell'omonimo cardinale, con patto di riscatto: il cardinale, in sostanza, vi pose la sua giurisdizione dal 1595 al 1600 per conto di Taverna, e dal 1600 al 1606 in nome del nipote. Questi venne creato, dal re di Spagna Filippo III, duca di Alvito nel 1606.